# Награде Женске тениске асоцијације
Награде Женске тениске асоцијације, тренутног назива Сони Ериксон награде ВТА тура (WTA Awards, тренутног назива Sony Ericsson WTA Tour Awards), сваке године додељује Женска тениска асоцијација тенисеркама које су највише постигле те године у својој каријери. Прве награде додељене су 1977. године.

## Тенисерка године
| Година | Тенисерка           | Националност         |
| ------ | ------------------- | -------------------- |
| 2011.  | Петра Квитова       | Чешка                |
| 2010.  | Ким Клајстерс       | Белгија              |
| 2009.  | Серена Вилијамс     | Сједињене Државе     |
| 2008.  | Серена Вилијамс     | Сједињене Државе     |
| 2007.  | Жистин Енен         | Белгија              |
| 2006.  | Амели Моресмо       | Француска            |
| 2005.  | Ким Клајстерс       | Белгија              |
| 2004.  | Марија Шарапова     | Русија               |
| 2003.  | Жистин Енен         | Белгија              |
| 2002.  | Серена Вилијамс     | Сједињене Државе     |
| 2001.  | Џенифер Капријати   | Сједињене Државе     |
| 2000.  | Винус Вилијамс      | Сједињене Државе     |
| 1999.  | Линдси Давенпорт    | Сједињене Државе     |
| 1998.  | Линдси Давенпорт    | Сједињене Државе     |
| 1997.  | Мартина Хингис      | Швајцарска           |
| 1996.  | Штефи Граф          | Немачка              |
| 1995.  | Штефи Граф          | Немачка              |
| 1994.  | Штефи Граф          | Немачка              |
| 1993.  | Штефи Граф          | Немачка              |
| 1992.  | Моника Селеш        | СР Југославија       |
| 1991.  | Моника Селеш        | СФР Југославија      |
| 1990.  | Штефи Граф          | Немачка              |
| 1989.  | Штефи Граф          | Западна Немачка      |
| 1988.  | Штефи Граф          | Западна Немачка      |
| 1987.  | Штефи Граф          | Западна Немачка      |
| 1986.  | Мартина Навратилова | Сједињене Државе     |
| 1985.  | Мартина Навратилова | Сједињене Државе     |
| 1984.  | Мартина Навратилова | Сједињене Државе     |
| 1983.  | Мартина Навратилова | Сједињене Државе     |
| 1982.  | Мартина Навратилова | Сједињене Државе     |
| 1981.  | Крис Еверт          | Сједињене Државе     |
| 1980.  | Трејси Остин        | Сједињене Државе     |
| 1979.  | Мартина Навратилова | Чехословачка         |
| 1978.  | Мартина Навратилова | Чехословачка         |
| 1977.  | Вирџинија Вејд      | Уједињено Краљевство |

## Пар године
| Година | Тенисерке                            | Националност                        |
| ------ | ------------------------------------ | ----------------------------------- |
| 2011.  | Квјета Пешке Серена Вилијамс         | Чешка · Словенија                   |
| 2010.  | Флавија Пенета Жисела Дулко          | Италија · Аргентина                 |
| 2009.  | Винус Вилијамс Серена Вилијамс       | Сједињене Државе · Сједињене Државе |
| 2008.  | Кара Блек Лизел Хубер                | Зимбабве · Сједињене Државе         |
| 2008.  | Кара Блек Лизел Хубер                | Зимбабве · Сједињене Државе         |
| 2006.  | Лиса Рејмонд Саманта Стосур          | Сједињене Државе · Аустралија       |
| 2005.  | Лиса Рејмонд Саманта Стосур          | Сједињене Државе · Аустралија       |
| 2004.  | Вирхинија Руано Паскуал Паола Суарез | Шпанија · Аргентина                 |
| 2003.  | Вирхинија Руано Паскуал Паола Суарез | Шпанија · Аргентина                 |
| 2002.  | Вирхинија Руано Паскуал Паола Суарез | Шпанија · Аргентина                 |
| 2001.  | Лиса Рејмонд Рене Стабс              | Сједињене Државе · Аустралија       |
| 2000.  | Венус Вилијамс Серена Вилијамс       | Сједињене Државе · Сједињене Државе |
| 1999.  | Ана Курњикова Мартина Хингис         | Русија · Швајцарска                 |
| 1998.  | Јана Новотна Мартина Хингис          | Чешка · Швајцарска                  |
| 1997.  | Наташа Зверева Ђиђи Фернандез        | Белорусија · Сједињене Државе       |
| 1996.  | Јана Новотна Аранча Санчез Викарио   | Чешка · Шпанија                     |
| 1995.  | Наташа Зверева Ђиђи Фернандез        | Белорусија · Сједињене Државе       |
| 1994.  | Наташа Зверева Ђиђи Фернандез        | Белорусија · Сједињене Државе       |
| 1993.  | Наташа Зверева Ђиђи Фернандез        | Белорусија · Сједињене Државе       |
| 1992.  | Наташа Зверева Лариса Нејланд        | Белорусија · Летонија               |
| 1991.  | Јана Новотна Ђиђи Фернандез          | Чехословачка · Сједињене Државе     |
| 1990.  | Јана Новотна Хелена Сукова           | Чехословачка · Чехословачка         |
| 1989.  | Јана Новотна Хелена Сукова           | Чехословачка · Чехословачка         |
| 1988.  | Мартина Навратилова Пем Шрајвер      | Сједињене Државе · Сједињене Државе |
| 1987.  | Мартина Навратилова Пем Шрајвер      | Сједињене Државе · Сједињене Државе |
| 1986.  | Мартина Навратилова Пем Шрајвер      | Сједињене Државе · Сједињене Државе |
| 1985.  | Мартина Навратилова Пем Шрајвер      | Сједињене Државе · Сједињене Државе |
| 1984.  | Мартина Навратилова Пем Шрајвер      | Сједињене Државе · Сједињене Државе |
| 1983.  | Мартина Навратилова Пем Шрајвер      | Сједињене Државе · Сједињене Државе |
| 1981.  | Мартина Навратилова Пем Шрајвер      | Сједињене Државе · Сједињене Државе |
| 1980.  | Ени Смит Кети Џордан                 | Сједињене Државе · Сједињене Државе |
| 1979.  | Били Џин Кинг Мартина Навратилова    | Сједињене Државе · Чехословачка     |
| 1978.  | Били Џин Кинг Мартина Навратилова    | Сједињене Државе · Чехословачка     |
| 1977.  | Мартина Навратилова Бети Стеве       | Чехословачка · Холандија            |

## Тенисерка која је највише напредовала
| Година | Тенисерка             | Националност       |
| ------ | --------------------- | ------------------ |
| 2011.  | Петра Квитова         | Чешка              |
| 2010.  | Франческа Скјавоне    | Италија            |
| 2009.  | Јанина Викмајер       | Белгија            |
| 2008.  | Динара Сафина         | Русија             |
| 2007.  | Ана Ивановић          | Србија             |
| 2006.  | Јелена Јанковић       | Србија             |
| 2005.  | Ана Ивановић          | Србија и Црна Гора |
| 2004.  | Марија Шарапова       | Русија             |
| 2003.  | Нађа Петрова          | Русија             |
| 2002.  | Данијела Хантухова    | Словачка           |
| 2001.  | Жистин Енен           | Белгија            |
| 2000.  | Јелена Дементјева     | Русија             |
| 1999.  | Серена Вилијамс       | Сједињене Државе   |
| 1998.  | Пати Шнидер           | Швајцарска         |
| 1997.  | Аманда Куцер          | Јужна Африка       |
| 1996.  | Мартина Хингис        | Швајцарска         |
| 1995.  | Чанда Рубин           | Сједињене Државе   |
| 1994.  | Мери Пирс             | Француска          |
| 1993.  | Магдалена Малејева    | Бугарска           |
| 1992.  | Кимико Дате           | Јапан              |
| 1991.  | Габријела Сабатини    | Аргентина          |
| 1990.  | Моника Селеш          | СФРЈ               |
| 1989.  | Аранча Санчез Викарио | Шпанија            |
| 1988.  | Аранча Санчез Викарио | Шпанија            |
| 1987.  | Лори Макнил           | Сједињене Државе   |
| 1986.  | Штефи Граф            | Немачка            |
| 1985.  | Хелена Сукова         | Чехословачка       |
| 1984.  | Кети Џордан           | Сједињене Државе   |
| 1983.  | Андреа Темесвари      | Мађарска           |
| 1982.  | Сабина Симондс        | Италија            |
| 1981.  | Барбара Потер         | Сједињене Државе   |
| 1980.  | Хана Мандликова       | Чехословачка       |
| 1979.  | Силвија Фаника        | Немачка            |
| 1978.  | Вирђинија Рузич       | Румунија           |
| 1977.  | Венди Тернбул         | Аустралија         |

## Најбоља нова тенисерка
| Година | Тенисерка           | Националност     |
| ------ | ------------------- | ---------------- |
| 2011.  | Ирина-Камелија Бегу | Румунија         |
| 2010.  | Петра Квитова       | Чешка            |
| 2009.  | Мелани Уден         | Сједињене Државе |
| 2008.  | Каролина Возњацки   | Данска           |
| 2007.  | Агнеш Савај         | Мађарска         |
| 2006.  | Агњешка Радвањска   | Пољска           |
| 2005.  | Сања Мирза          | Индија           |
| 2004.  | Татјана Головин     | Француска        |
| 2003.  | Марија Шарапова     | Русија           |
| 2002.  | Светлана Кузњецова  | Русија           |
| 2001.  | Данијела Хантухова  | Словачка         |
| 2000.  | Даја Бедањова       | Чешка            |
| 1999.  | Ким Клајстерс       | Белгија          |
| 1998.  | Серена Вилијамс     | Сједињене Државе |
| 1997.  | Винус Вилијамс      | Сједињене Државе |
| 1996.  | Ана Курњикова       | Русија           |
| 1995.  | Мартина Хингис      | Швајцарска       |
| 1994.  | Ирина Спирлеа       | Румунија         |
| 1993.  | Ива Мајоли          | Хрватска         |
| 1992.  | Деби Грејам         | Сједињене Државе |
| 1991.  | Андреа Стрнадова    | Чешка            |
| 1990.  | Џенифер Капријати   | Сједињене Државе |

## Повратак године
| Година | Тенисерка         | Националност     |
| ------ | ----------------- | ---------------- |
| 2011.  | Сабина Лизики     | Немачка          |
| 2010.  | Жистин Енен       | Белгија          |
| 2009.  | Ким Клајстерс     | Белгија          |
| 2008.  | Ђе Џенг           | Кина             |
| 2007.  | Линдси Давенпорт  | Сједињене Државе |
| 2006.  | Мартина Хингис    | Швајцарска       |
| 2005.  | Ким Клајстерс     | Белгија          |
| 2004.  | Серена Вилијамс   | Сједињене Државе |
| 2003.  | Амели Моресмо     | Француска        |
| 2002.  | Корина Морарју    | Сједињене Државе |
| 2001.  | Барбара Шварц     | Аустрија         |
| 2000.  | Ива Мајоли        | Хрватска         |
| 1999.  | Сабин Апелманс    | Белгија          |
| 1998.  | Моника Селеш      | Сједињене Државе |
| 1997.  | Мери Пирс         | Француска        |
| 1996.  | Џенифер Капријати | Сједињене Државе |
| 1995.  | Моника Селеш      | Сједињене Државе |
| 1994.  | Мередит Макграт   | Сједињене Државе |
| 1993.  | Елизабет Смајли   | Аустралија       |
| 1992.  | Џени Берн         | Аустралија       |
| 1991.  | Стефани Рејхи     | Сједињене Државе |
| 1990.  | Елизабет Смајли   | Аустралија       |
| 1989.  | Кети Риналди      | Сједињене Државе |
| 1988.  | Паскал Паради     | Француска        |
| 1987.  | Бетина Бунге      | Немачка          |

## Награде обожавалаца

### Омиљена тенисерка године
| Година | Тенисерка         | Националност |
| ------ | ----------------- | ------------ |
| 2011.  | Агњешка Радвањска | Пољска       |
| 2010.  | Марија Шарапова   | Русија       |
| 2009.  | Јелена Дементјева | Русија       |

### Омиљена пробој године
| Година | Тенисерка     | Националност |
| ------ | ------------- | ------------ |
| 2011.  | Петра Квитова | Чешка        |

### Омиљени пар године
| Година | Тенисерке                           | Националност                        |
| ------ | ----------------------------------- | ----------------------------------- |
| 2010.  | Марија Кириленко Викторија Азаренка | Русија · Белорусија                 |
| 2010.  | Винус Вилијамс Серена Вилијамс      | Сједињене Државе · Сједињене Државе |
| 2009.  | Венус Вилијамс Серена Вилијамс      | Сједињене Државе · Сједињене Државе |

## Рекордерке
- Укупно — Мартина Навратилова (17)
- Тенисерка године — Штефи Граф (8), Мартина Навратилова (7)
- Пар године — Мартина Навратилова (10), Пем Шрајвер (7), Наташа Зверева (5), Ђиђи Фернандез (5), Јана Новотна (5)
- Тенисерка која је највише напредовала — Аранча Санчез Викарио (2), Ана Ивановић (2)
- Повратак године — Ким Клајстерс (2)